# Pycreus mahadevanii
Pycreus mahadevanii är en halvgräsart som beskrevs av Ethirajalu Govindarajalu. Pycreus mahadevanii ingår i släktet Pycreus och familjen halvgräs. Inga underarter finns listade i Catalogue of Life.